# 호반건설
호반건설(湖畔建設)은 대한민국 건설업체이며 1989년 7월에 설립했다. 호반건설은 국토교통부가 발표한 2023년 토목건축공사업 시공능력평가액이 4조3965억원으로 2019년에 이어 두 번째로 10위에 진입했다. 2024년에는 12위를 기록하면서 다시 10위 밖으로 밀려났다.

## 지배구조
호반건설 등 호반그룹은 대표적인 가족경영 회사로 분류된다. 창업주인 김상열 회장이 서울신문 등 서울미디어홀딩스의 대표이사 회장을 맡아 미디어 부문을 총괄하며, 김상열 회장의 배우자인 우현희 이사장은 호반문화재단에 자리하고 있다. 이 밖에도 장남인 김대헌 사장이 호반건설 기획총괄 사장을, 차남인 김민성 전무가 호반산업을, 둘째 김윤혜 사장이 호반프라퍼티 총괄을 담당하고 있다. 최근에는 김대헌 사장과 결혼한 김민형 전 아나운서까지 호반그룹 커뮤니케이션실 상무로 선임되면서 가족 경영을 공고히 했다.

## 역사
1989년 7월 창업주 김상열 회장이 광주에서 자본금 1억원으로 시작해 34년 동안 지속적으로 성장하며 사세를 키웠다. 2024년 기준 호반산업, 대한전선,  호반써밋, 리솜리조트, 서울신문 등 자산총액 13조원이 넘는 계열사를 둔 재계 순위 34위 그룹사로 발돋움했다. 2005년 주택 브랜드 '호반베르디움'을 선보였다. 
줄곧 분양률이 90%가 되지 않으면 다음 사업을 진행하지 않고, 어음 없이 현금으로 결제하는 등 안정적인 경영기조를 유지했다. ‘단 한 장의 어음도 쓰지 않는 기업’이라는 슬로건을 내세우기도 했다. 이런 경영 기조를 통해 확보한 유동성으로 2008년 금융위기 당시에도 성장을 멈추지 않고 사세를 더욱 확장할 수 있게 됐다. 일부 경쟁사들이 이런 호반건설의 경영 원칙을 벤치마킹하면서 재계에서 유명세를 탔다.
김상열 회장은 1999년 30억원으로 '꿈을 현실로 장학회'를 설립하고 초대 이사장으로 장학사업, 인재양성, 학술연구 지원사업을 시작했다. 2012년엔 호반장학재단으로 이름을 바꾸며 인재 양성에 더욱 박차를 가했다. 지난 24년간 호반장학재단이 양성한 장학생은 8700여명으로 154억원에 이르는 장학금을 지원했다. 호반건설은 2009년 봉사단 '호반 사랑나눔이'를 발족하고, 꾸준한 사회공헌 활동을 벌이고 있기도 하다.
호반건설은 2014년 주택 누적 공급 8만 세대, 2016년 10만 세대, 2021년 15만 세대를 달성했다. 2021년 서울신문사를 계열사에 편입했다. 계열사로 편입해 사세를 키운 kbc 광주방송은 같은 해 방송법 규정에 따라 지분을 매각했다.

## 논란
공정거래위원회에 따르면 호반건설은 2010년부터 5년동안 장남이 소유한 호반건설주택과 차남이 소유한 호반산업, 각 회사의 완전자회사 등 9개사에 23개 공공택지 매수자 지위를 양도했다. 해당 택지들은 호반건설이 그룹 계열사를 동원해 벌떼 입찰로 낙찰받았다. 이를 위해 호반건설은 계열사들에 입찰 참가 신청금을 무이자로 빌려주고 업무·인력·프로젝트펀드 대출 지급 보증 등도 지원한 것으로 알려졌다.

## 주요 계열사
- ㈜호반산업
- 대한전선
- 호반프라퍼티㈜
- ㈜호반티비엠
- ㈜호반호텔앤리조트 (리솜리조트)
- 에이치원클럽㈜
- 호반서서울㈜ (서서울컨트리클럽)
- 서울신문
- ㈜EBN
- 대아청과㈜
- ㈜삼성금거래소
- 아브뉴프랑
- 코너스톤투자파트너스㈜
- 플랜에이치벤처스㈜

## 주요 수상 실적
1999년  국가사회발전 기여 대통령 표창
2003년  납세자의 날 대통령 표창
민간 우수시공아파트 표창
2005년  신성장 경영대상 특별상
5회 그린주거문화대상 최우수 프리미엄아파트 대상
2006년  제10회 살기좋은 아파트상 우수상
친환경 경영대상 건설·전문건설 부문
2007년  친환경 경영대상 제품·아파트 부문 대상
2008년  제8회 그린주거문화대상 종합대상(국토해양부 장관상)
2008 아시아건설 주거품질 대상
제42회 납세자의날 철탑산업훈장 수훈
2009년  아시아건설 주거품질 대상
제13회 매경 살기좋은아파트 선발대회(국토해양부 장관상)
2010년  헤럴드경제 그린주거문화대상 종합대상(국토부장관)
아시아경제 브랜드대상 선호도대상
2011년  2011 대한민국 대표아파트 대상(그린주거 부문)
2011 한국 색채대상
2011 매경 살기좋은아파트 대상(국토부장관)
2011 상반기 한경주거문화대상(타운하우스 부문)
2012년  제12회 헤럴드경제 그린주거문화 대상(최우수마케팅) 
매경 살기좋은아파트(우수상)
한경주거문화대상(고객만족대상)
fn하우징건설 파워브랜드대상(베스트오브베스트 분양단지)
아파트브랜드대상(파워브랜드 부문)
2012 대한민국 주거서비스 대상(그린홈부문 최우수상)
2013년  그린주거문화대상(브랜드 최우수상)
한경주거문화대상(베스트경영)
fn하우징 파워브랜드대상(베스트분양단지)
아시아경제 아파트브랜드 대상(친환경부문)
2014년  포춘코리아·잡플래닛 일하기 좋은 한국기업 50 선정
한경주거문화대상(혁신혁명)
매경 살기좋은 아파트(중견 최우수상)
서경하우징페어(도시/주거환경부문 우수상) 수상
2015년  2015 ‘주택건설의 날’ 대통령 표창
납세자의 날 동탑산업훈장
2016년  한경주거문화대상(혁신평면대상) 수상
건설협력증진대상 국토부장관 표창
재해대책 업무 추진 우수기관 표창
매경 살기좋은 아파트(최우수상) 수상
한경주거문화대상(브랜드대상) 수상
2017년  2017 올해의 히트 상품 '호반 베르디움' 선정
2018년  매경 살기좋은 아파트 고층주거·복합부문 우수상
한경 주거문화대상 마케팅대상
머니투데이 대한민국 주거서비스 대상 최우수상
2019년  2019 한경 주거문화대상 고객만족대상
2019 매경 살기좋은 아파트 우수상
제53회 납세자의 날 '국세 1000억원 탑'
2021년  ‘2021 건설협력증진대상’ 공정거래위원회 위원장 표창
2022년 2022 건설협력증진대상 국토부장관상 표창
2023년 2023 한경 주거문화대상 고객만족대상 수상
2023 경기도 우수 시공업체 선정(오산 호반써밋 라포레)
'iF 디자인 어워드 2023' 사용자 경험(UX) 부문 금상 수상
'iF 디자인 어워드 2023' 서비스 디자인·커뮤니케이션 디자인 부문 본상 수상
2024년 제58회 납세자의 날 '국세 1,000억원 탑' 수상
‘2023 건설현장 자율책임점검 안전역량평가’ 국토부장관상 수상

## 브랜드
- 호반리젠시빌 : 1998년 ~ 2005년 4월
- 호반베르디움 : 2005년 5월 ~ 2019년
- 호반써밋 : 2019년 ~

## 갤러리

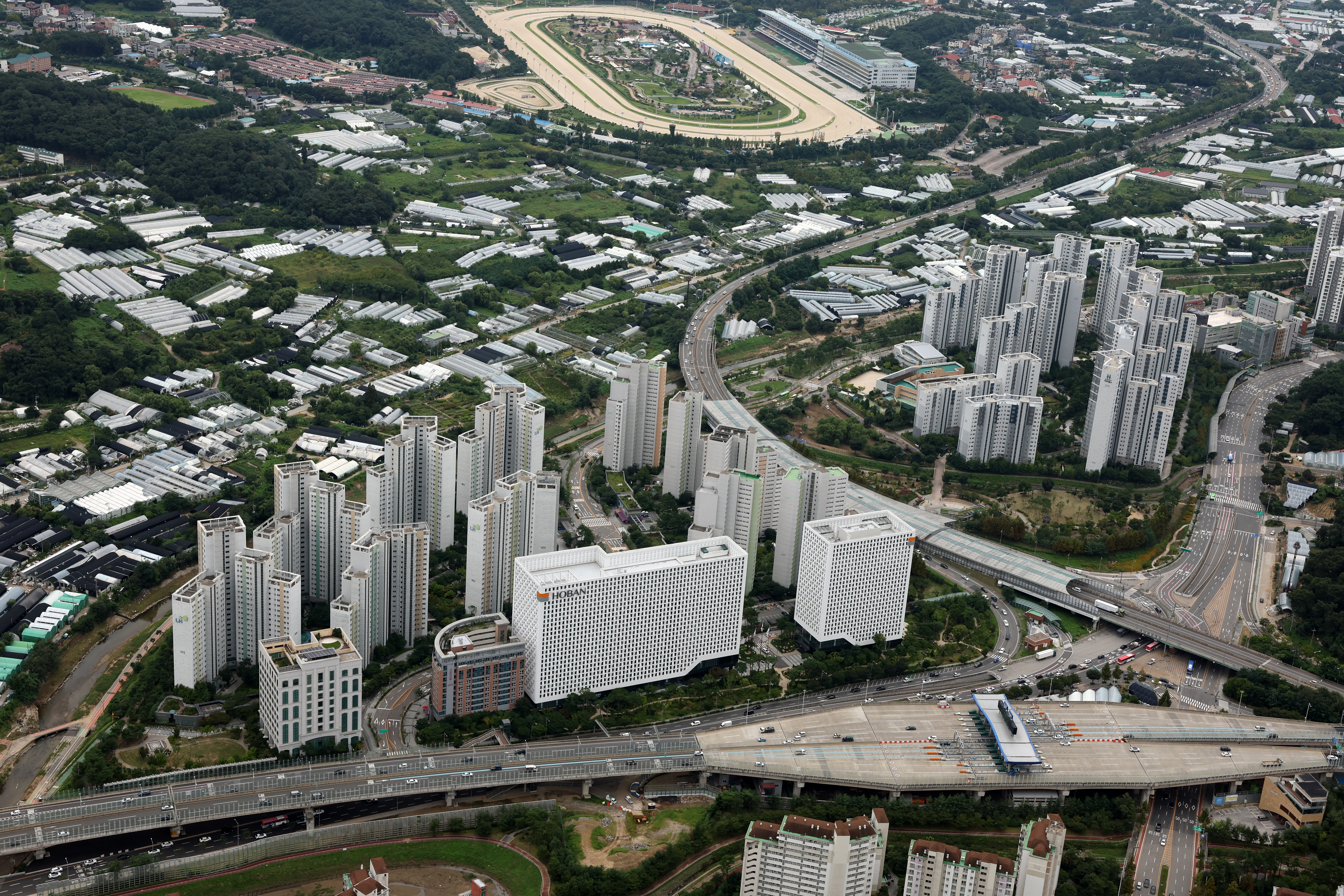

## 같이 보기
- 대한건설협회
- 해외건설협회
- 건설워커